# Полавье
 Полавье — деревня в Усть-Вымском районе Республики Коми в составе сельского поселения  Усть-Вымь. 

## География
Расположена на левом берегу Вычегды на расстоянии примерно 21 км по прямой от районного центра села Айкино на восток.  

## История
Деревня известна с 1678 года как починок, основана выходцем из деревни Заречье. В 1710 году отмечалось 14 дворов.

## Население
Постоянное население  составляло 11 человек (коми 91%) в 2002 году, 5 в 2010 .